# 中礼政博
中礼 政博（ちゅうれい まさひろ、1950年5月25日 - ）は、元プロ野球選手。ポジションは投手。

## 来歴・人物
大阪電気通信高校を卒業後、テスト入団にて、南海ホークスに入団。

1971年オフにトレード会議で広島移籍を命じられた投手が退団してしまったため、代わりになりかけたが結局移籍はなくなって残留。
一軍公式戦に出場することはなく、晩年は打撃投手も務めて退団した。

## 詳細情報

### 年度別投手成績
- 一軍公式戦出場無し

### 背番号
- 57 （1969年 - 1972年）